# Кылышев, Лукбан Клышевич
Лукбан (Лукпан) Клышевич Кылышев (каз. Лұқпан Қылышұлы Қылышев; 14 марта 1909, аул № 12, Уральская область, Российская империя — 20 августа 1991, Алма-Ата, КазССР) — советский учёный, доктор биологических наук, профессор (1959), член-корреспондент АН Казахской ССР (1959), заслуженный деятель науки Казахской ССР (1974). Считается одним из основоположников биохимии в Казахстане.

## Биография
Родился 14 марта 1909 года в ауле № 12 Уральской области, Российская империя (ныне на территории Чингирлауского района Западно-Казахстанской области Казахстана). Поскольку в небольшом ауле не было школы, подростком поступил и только в 20 лет окончил неполную среднюю школу в районном центре Чилик. В 1929 году поступил, и в 1932 году окончил Институт просвещения, приехав в Кызыл-Орду по путевке Актюбинского окружного отдела народного образования (ОКРОНО). В 1932 году поступил на естественно-географический факультет КазПИ (ныне КазНПУ им. Абая) в Алма-Ате. Окончив вуз в 1935 году, был направлен учителем в Балхашстрой, после чего по разнарядке ЦК ЛКСМ приехал в Алма-Ату и устроился на работу в Казахский филиал Академии наук СССР младшим научным сотрудником Ботанического сада, параллельно пройдя в университете практикум по физиологии и биохимии растений. В 1938 году по заказу Чимкентского химфармзавода и заданию КазФАН выбрал объектом дальнейших исследований анабазис (ежовник) безлистый — важный источник анабазина. В этом же году поступил в аспирантуру при кафедре физиологии и биохимии растений КазГУ им. С. М. Кирова (научный руководитель — профессор С. О. Гребинский).
Окончив аспирантуру, трудился старшим научным сотрудником, а затем руководителем лаборатории растительных ядов Казахского филиала ВАСХНИЛ. В 1943—1944 годах во время полугодовой командировки в московский Институт биохимии АН СССР под руководством профессора А. И. Смирнова разработал колориметрический метод определения анабазина в смеси алкалоидов анабазиса. В 1944 году основал первую в КазССР лабораторию химии растений в Институте ботаники АН КазССР. В 1945 году на Учёном совете КазГУ им. С. М. Кирова защитил кандидатскую диссертацию на тему «Биохимическое исследование алкалоидной солянки (анабазиса-инсигека)», а которой впервые дал биохимическую характеристику анабазиса и показал взаимосвязь между накоплением алкалоидов и других пластических веществ и почвенными условиями (плодородие почвы, её увлажнённость, кислотность (pH), содержание солей, физическое состояние и т. д.).
В 1952—1953 годах был директором Ботанического сада, переехав туда вместе с возглавляемой им ранее лабораторией химии растений. В 1955 году приказом президиума АН КазССР был командирован на 2 года в ленинградский Ботанический сад при институте им. В. Л. Комарова АН СССР для прохождения докторантуры, где защитил докторскую диссертацию на тему «Биологические основы использования и введения в культуру анабазиса безлистного» (научный руководитель — профессор И. М. Ильин), которую 1961 году опубликовал в Алма-Ате в виде монографии «Биология анабазиса безлистного».
Вернувшись после защиты в Институт ботаники АН КазССР, возглавил лабораторию биохимии растений, в состав которой вошла его прежняя лаборатория химии растений. В 1957—1962 годах преподавал в ЖенПИ, где читал курс лекций по физиологии растений. Позднее читал лекции по тому же курсу в КазПИ и КазГУ. В 1983—1986 годах заведовал лабораторией биохимии алкалоидов Института молекулярной биологии и биохимии АН КазССР, а в 1986—1991 годах (практически до самой смерти) работал консультантом. На базе Шымкентского химико-фармацевтического завода (ныне Химфарм) занимался разработками способов переработки органических отходов промышленности в топливо и удобрения для сельского хозяйства.

## Признание и награды
В 1958 году избран членом-корреспондентом Академии наук Казахской ССР. В 1960 году присвоено звание профессора, в 1974 году — звание «Заслуженный деятель науки Казахской ССР».
Награждён орденом «Дружбы народов», «Знак Почёта», медалями и Почётными грамотами Верховного Совета Казахской ССР и Президиума АН КазССР.

## Научная деятельность
Считается одним из основоположников казахской биохимии, специалист по биохимии вторичных соединений, биохимии и физиологии солеустойчивости растений и фитохимии. Ввёл методы использования отходов производства физиологически активных соединений. Изучал ферментные системы, участвующие в азотном обмене, и ввёл научное обоснование для использования различных форм азотного удобрения. Получил значимые результаты в области биосинтеза, трансформации пиридиновых и хинолизидиновых алкалоидов, выяснения физико-химических свойств ферментов, участвующих в их метаболизме. Основоположник казахстанской школы биохимиков, изучающих метаболизм вторичных соединений в растительной клетке.
Автор 250 научных работ, в том числе 5 монографий и нескольких авторских свидетельств. Некоторые научные работы:
- Биология анабазиса безлистного Anabasis aphylla L. [Текст] : (Биол. основы использования и введения в культуру) / Акад. наук КазССР. Ин-т ботаники. — Алма-Ата : Изд-во Акад. наук КазССР, 1961. — 350 с.[2];
- Микробиологические окислении анабазиса, А., 1977;
- Флавониды растений, А., 1978 (соавт.);
- Фенольные соединения полыней Казахстана / Л. К. Клышев, Л. С. Алюкина, Т. В. Ряховская. — Алма-Ата : Наука, 1983. — 159 с.
- Лекарственные растения Казахстана [Текст] : [Сборник статей] / [Ред. коллегия: … Л. К. Клышев (отв. ред.) и др.]. — Алма-Ата : Наука, 1966. — 223 с.
- Биохимические исследования зерновых и технических культур в Казахстане [Текст] / Ред. коллегия: … Л. К. Клышев (отв. ред.) и др. — Алма-Ата : Наука КазССР, 1971. — 234 с.
- Микробиологическое окисление анабазина [Текст] / [Л. К. Клышев, Д. Б. Нурахов, К. Ж. Умирбаева и др. ; Отв. ред. чл.-кор. АН КазССР Л. К. Клышев АН КазССР, Ин-т ботаники. — Алма-Ата : Наука, 1977. — 96 с.